# Російські звинувачення України у нацизмі

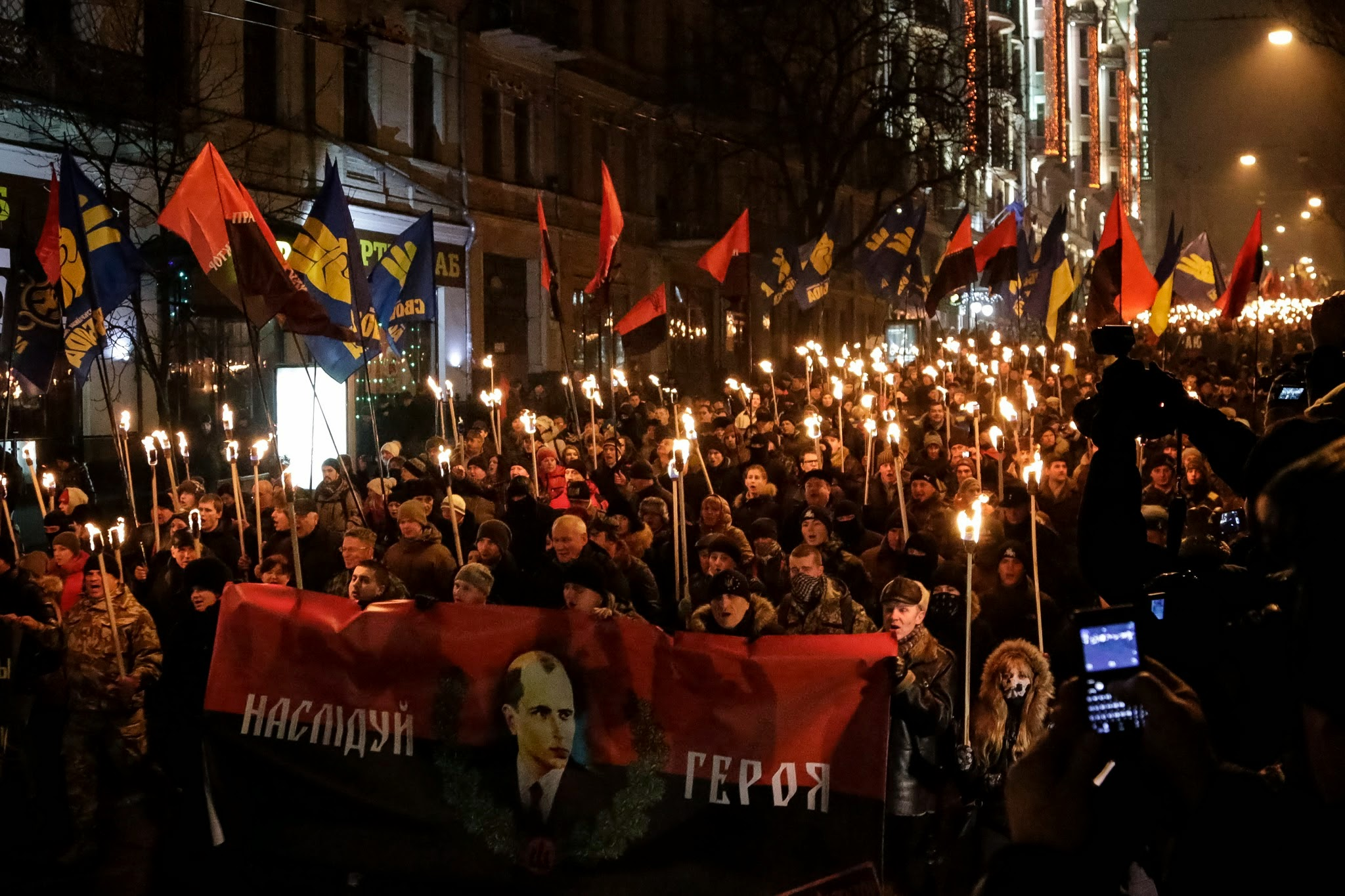
Українські націоналісти проходять маршем Києвом із транспарантом із портретом Степана Бандери, а також прапорами Правого Сектору та всеукраїнського об'єднання «Свобода». Російська пропаганда створює образ київської хунти, яку асоціюють з Бандерою: Путін заявляв, що анексією Криму він буцімто «рятує кримчан від нових українських лідерів, які є ідеологічними спадкоємцями Бандери»

Російські звинувачення у нацизмі і фашизмі проти України поряд з пейоративами укронацизм, київська хунта та київський режим — це рашистські твердження про те, що Україна нібито була перетворена на фашистську / нацистську країну, або «анти-Росію»; наприклад, Володимир Путін назвав український уряд «групою наркоманів і неонацистів». Ще на початку війни з Україною в лютому 2022 року В. Путін згадував «денацифікацію» як причину початку війни в Україні. Звинувачення стало одним з основних джерел виправдання всередині Російської Федерації російської збройної агресії на сході України; це твердження також є офіційним російським виправданням їхнього вторгнення в Україну 2022 року під час російсько-української війни.
Прочитавши статтю Сергєйцева, Тімоті Снайдер зазначив, що російська пропаганда використовує спеціальне визначення слова «нацист»: «нацист — це українець, який відмовляється визнати себе росіянином». На його думку, стаття розкриває геноцидний намір Російської Федерації проти українців.
Україну безпідставно звинувачують в нацизмі різні джерела російської пропаганди.
В сучасному підручнику історії, який видали в Росії в 2023 році, крім поширення іншої брехливої російської пропаганди також поширюється дезінформація:

| «Несколько поколений в Украине начиная с 1990-х гг. воспитывались в неприязни к России, на неонацистских идеях. Здесь нам важно понимать следующее. Украинский неонацизм — это отнюдь не прямое повторение германского национал-социализма 1920—1940-х гг. Это в значительной степени новое явление. Это озлобленное национальное, языковое, культурное насилие агрессивного меньшинства над большинством. Ведь до 2014 г. 80 % населения Украины составляли люди, для которых русский язык, русская культура считались родными, и они об этом не боялись заявлять.(...)» |
| |

Співавтором цього підручника історії є помічник президента Росії історик Володимир Мединський.
Різні російські пропагандистські джерела хибно стверджують, що возвеличення Степана Бандери та бандерівців і факельні ходи в Україні є проявами неонацизму в Україні, хоча ніхто із істориків, включаючи істориків, які їх дуже негативно критикують, не називає їх нацистами.
Проти розв'язання Росією війни проти України під виглядом боротьби з неонацизмом та геноцидом виступили провідні світові дослідники історії Другої світової війни, Голокосту, геноциду та нацизму. Вони опублікували у виданні Jewish Journal заяву англійською та російською, яку підписали майже 150 істориків. Проти звинувачень України в нацизмі висловилися провідні політики й авторитетні дослідники нацизму та геноциду: Генеральний секретар ООН Антоніу Гутерріш, канцлер Німеччини Олаф Шольц, голова комісії ЮНЕСКО щодо попередження геноциду Александр Гінтон
Проти російських звинувачень України в нацизмі виступили також меморіали жертвам Голокосту, єврейські організації та євреї. 
Володимир Путін, виступаючи на Петербурзькому міжнародному економічному форумі 16 червня, заявив, що президент України Володимир Зеленський «не єврей, а ганьба єврейського народу», який потурає неонацизму. Ця репліка прозвучала у відповідь американському політологові Дмитру Саймсу, який сказав, що на Заході не розуміють звинувачень України в нацизмі, оскільки Зеленський – єврей. Відомі євреї стали на захист президента України, відреагувавши на висловлювання російського диктатора.
Насправді в Україні відсутні ознаки нацизму, а це зокрема: територіальні амбіції, спонсорований державою тероризм, расизм, нестримний расовий антисемітизм, фанатизм, диктатура, пропаганда агресивної війни, імперські амбіції. В Україні 2015 року прийнято закон про засудження комуністичного та націонал-соціалістичного (нацистського) тоталітарних режимів в Україні та заборону пропаганди їхньої символіки. В Україні прийнято закон про запобігання та протидію антисемітизму і про кримінальну відповідальність за антисемітизм. Незважаючи на наявність в українському суспільстві окремих елементів ксенофобії, ніякої широкої підтримки нацизму та ультраправої ідеології нема ні в уряді, ні в армії, ні на виборах. Президентом України став російськомовний єврей Володимир Зеленський, який виграв президентські вибори 2019 року, в той час як його опонентом був українець; в ході парламентських виборів 2019 року ультраправі націоналістичні партії не змогли отримати жодного місця у Верховній раді України.

## Передумови

### «Фашизм» і «хунта» в радянській пропаганді
За словами Антона Шеховцова, російська пропаганда має дуже специфічне розуміння слова «фашизм». Він каже, що така «інтерпретація „нацизму“» корениться в радянському способі розуміння фашизму: термін «фашизм» фактично був синонімом «антирадянськості». Тепер термін «нацист» у вживанні російської пропаганди розуміється як «антиросійський». Микита Бистров зазначає, що хоча не кожну країну з антирадянською владою описували як «фашистську» (США та Сполучене Королівство були описані як «англосаксонські імперіалісти», які підтримують «фашистські» режими), радянська пропаганда змінила термін «фашизм» у синонім «дуже поганого політичного режиму (руху)», оскільки багато рухів були описані як «фашистські»: соціал-демократи («соціал-фашизм»), троцькісти, неонацисти, націоналісти та тітоїсти. Він також каже, що критеріями «фашизму» були фізична ліквідація прорадянських політиків, мілітаризм та недружня для СРСР зовнішня політика.
Артем Кречетніков писав у 2014 році, що словом «хунта» російські політики та ЗМІ дотримуються радянської традиції називати «ворогів» «грубими й образливими» словами: радянські газети замість об'єктивної політичної журналістики публікували емоційно-орієнтовану пропаганду, у якій використовували різноманітні кліше: «відгодовані на крові людей розпалювачі війни» з США, «боннські маріонетки» від ФРН, західні «лакеї» та «прихвосні»; Ізраїль став «раком, що вкоренився в арабській землі», Фінляндія була «блохою, яка стрибає і кривиться біля наших кордонів» тощо.

### «Укронацизм» і «київська хунта»
Євромайдан 2014 року, який також підтримувався українськими націоналістами, російські ЗМІ назвали «фашистським державним переворотом». Наслідки зіткнень між протестувальниками та антимайданівцями (наприклад, навколо пожежі в Одеському будинку профспілок) були представлені як «фізичний терор проти антимайданистів».
Фактичні випадки порушення прав людини (задокументовані у звітах Ради ООН з прав людини та Global Rights Compliance LLP) були використані для створення образу «нацистської» держави. Переважно вигадані військові злочини, скоєні під час війни на Донбасі окремими бійцями українських добровольчих батальйонів, таких як «Азов», «Айдар», «Донбас», «Дніпро-1», «Київ-1» та «Київ-2», були неправдиво представлені як «геноцид росіян». Порушення, вчинені добровольцями, також були представлені як «терор» проти інакомислячих. Російські пропагандисти представляли президентство Петра Порошенка нібито як «хунту», яка встановила «диктатуру» в Україні.
Ідеологія «хунти» стала асоціюватися зі Степаном Бандерою та Романом Шухевичем, які відомі в Російській Федерації як «нацистські колаборанти». Путін привітав анексію Криму, заявивши, що він «рятує їх від нових українських лідерів, які є ідеологічними спадкоємцями Бандери, спільника Гітлера під час Другої світової війни» і буцімто військовий злочинець. Проросійські активісти стверджували: «Ці люди в Києві — це колабораціоністи нацистів, які слідують за Бандерою». Українці, які живуть у Російській Федерації, скаржилися на те, що їх називають «бандерівцями», навіть коли вони були з тих частин України, де Бандера раніше не мав підтримки. Групи, які вшанували Бандеру, брали участь у протестах Євромайдану, але не були основною ударною силою. 25 квітня 2014 року Путін прокоментував початок української АТО в Україні словами «каральна операція». Про нову українську владу він сказав: «Це хунта, якась кліка. Якщо режим у Києві почав використовувати армію всередині країни, то це дуже серйозний злочин проти власного народу». Відтоді російські ЗМІ та чиновники називають українську владу «хунтою».

### Україна після 2019 року
На парламентських виборах 2019 року в Україні ультраправа[уточнити термін] партія «Свобода» набрала 2,15 % голосів, не пройшовши п'ятивідсотковий бар'єр, необхідний для офіційного партійного статусу, попри те, що всі три інші правоекстремістські[уточнити термін] партії (включаючи Національний Корпус, політичне крило полку «Азов») вступили до нього у виборчий союз. Таким чином, результат виборів був нижчим, ніж у проросійських партій, таких як «Опозиційна платформа — За життя», які набрали 13,05 %. Попри це, російські чиновники продовжують говорити, що Україна начебто є «фашистською» державою.
- У квітні 2019 року Верховна Рада України ухвалила новий Закон «Про підтримку функціонування української мови як державної» (див. мовна політика в Україні). 16 червня 2019 року закон набув чинності. Закон зробив обов'язкову (повністю або в межах певних квот) наявність української мови у роботі окремих органів державної влади, у виборчих процедурах та політичній агітації, у дошкільній, шкільній та університетській освіті, у науковій, культурній та спортивній діяльності, у книговиданні та книгорозповсюдженні, у друкованих засобах масової інформації, телебаченні та радіомовленні, в економічному та соціальному житті (комерційна реклама, публічні заходи), у лікарнях та будинках літніх людей, а також у діяльності політичних партій та інших юридичних осіб (наприклад, не державних організацій), зареєстрованих в Україні.[48] У Російській Федерації сферу дії закону було перебільшено і розцінили як акт нібито утиску російськомовної частини України. Член комітету Ради Федерації з оборони і безпеки Франц Клінцевич написав у Facebook: «Прийнявши закон про виключне використання української мови в усіх сферах, відверто дискримінуючи російськомовне населення та носіїв інших мов, депутати Верховної Ради своїми руками завдали удару по територіальній цілісності країни».[49]
- 1 липня 2021 року Верховна Рада ухвалила Закон України «Про корінні народи України», який вніс шостий президент України Володимир Зеленський. Закон визначає права корінних народів України, до яких включені лише кримські татари, караїми та кримчаки. Росіяни чи інші народи. Володимир Путін порівняв це з «теорією і практикою нацистської Німеччини»: «Це бентежить: тут споконвіку жили росіяни, а тепер їх оголошують некорінними. За своїми наслідками це можна порівняти із застосуванням якоїсь зброї масового ураження, це серйозна справа».[50] У відповідь на це міністр закордонних справ України Дмитро Кулеба вже на другий день сказав, що законопроєкт «повністю відповідає Декларації ООН про права корінних народів і відповідним нормам Конституції України», та назвав слова президента Росії «довільною інтерпретацією». Міністерство закордонних справ також нагадало у зв'язку з інтерв'ю Путіна про долю українців Росії. За словами міністра Кулеби, репресивна політика стосовно громадських організацій українців у Росії триває. Кулеба зазначив, що у 2010 році російський Верховний суд ліквідував Федеральну національно-культурну автономію українців Росії. У травні 2012 року Верховний суд РФ ліквідував Об'єднання українців Росії та вилучив його з Єдиного державного реєстру юридичних осіб. У 2017 році московська влада ліквідувала Бібліотеку української літератури. У липні 2019 року Генеральна прокуратура РФ визнала Світовий конґрес українців (СКУ) «небажаною організацією» на території РФ.[51] У самому законі корінним народом вважається етнічна меншість, яка сформувалася на території України, є носієм самобутньої культури і при цьому, що найсуттєвіше, не має власного державного утворення за межами країни. Саме через це угорці, румуни, білоруси, євреї і будь-які інші народи, що мають титульні, «материнські» держави, в перелік українських «корінних» народів не потрапили.[52]

## «Київський режим»
Суть нібито «диктаторського» режиму була детально описана в промовах Володимира Путіна «звернення щодо подій в Україні» та «про проведення спеціальної військової операції» («виборчі та інші політичні процедури служать лише прикриттям, ширмою» за перерозподіл влади та власності між різними олігархічними кланами"; «націоналісти, які захопили владу, розгорнули переслідування, справжню кампанію терору проти тих, хто виступав проти їхніх антиконституційних дій») і в статті Тимофія Сергєйцева «Що Росія має зробити з Україною?» з геноцидальним підтекстом проти українців він написав:
Нинішня нацифікована Україна характеризується своєю безформністю та амбівалентністю, які дозволяють їй маскувати нацизм як прагнення до «незалежності» та «європейський» (західний, проамериканський) шлях «розвитку» (реально — до деградації) та стверджують, що в Україні «немає нацизму», «лише поодинокі випадки». Справді, немає ні головної нацистської партії, ні фюрера, ні повноцінних расових законів (тільки урізаний варіант у вигляді репресій проти російської мови). Як результат — жодної опозиції чи опору режиму. Проте все перераховане вище не робить український нацизм «полегшеною версією» німецького нацизму першої половини 20 століття. Навпаки: оскільки український нацизм вільний від таких «жанрових» норм і обмежень (які, по суті, є продуктом політичних технологій), він може вільно поширюватися, як основа будь-якого нацизму — як європейського, так і в його найрозвиненішому вигляді, американський расизм.

## Критика
Майже всі експерти вважають, що такі російські звинувачення є безпідставними, оскільки українське суспільство є багатонаціональним, проєвропейським і демократично налаштованим, а Зеленський демократично обраний і тому, що він ще також єврей, який раніше говорив, що члени його родини були вбиті під час Другої світової війни. Також немає доказів вбивств чи етнічних чисток в Україні.
Прочитавши статтю Сергєйцева, Тімоті Снайдер зазначив, що російська пропаганда використовує спеціальне визначення слова «нацист»: «нацист — це українець, який відмовляється визнати себе росіянином». На його думку, стаття розкриває геноцидний намір Російської Федерації проти українців.
Аллан Ріпп пише, що хоча в Україні «є нацистська проблема», оскільки «неонацисти є частиною деяких зростаючих рядів українських добровольчих батальйонів» і оскільки до Бандери та інших не ставляться в українському суспільстві належним чином, але «нічого з цього тривожний контекст виправдовує лиха, українці, які випали на долю за останні кілька тижнів, і малоймовірно, що це [нацистська проблема] мотивувало Путіна, коли він почав своє вторгнення. Дійсно, завдяки Путіну євреї, які живуть в Одесі, Харкові та інших східних містах, перебувають під крайнім примусом».
Артем Кречетніков з BBC 25 квітня 2014 року написав, що так само, як українська сторона не може називати сепаратистів «терористами», російські чиновники не мають жодних об'єктивних причин називати український уряд «хунтою», і якщо кремлівські чиновники так називають будь-який уряд із сумнівною легітимністю або демократичними стандартами, вони повинні вважати «хунтами» уряд Китаю та уряд Сирії Асада. Він також писав, що «війна слів» може обернутися справжньою війною.